# Micragone camerunensis
Micragone camerunensis är en fjärilsart som beskrevs av Embrik Strand 1909. Micragone camerunensis ingår i släktet Micragone och familjen påfågelsspinnare. Inga underarter finns listade i Catalogue of Life.